# Gabriella Oreffice
Gabriella Oreffice (* 1893 in Padua; † 9. Juli 1984 ebenda) war eine italienische Malerin, die vor allem in Venedig arbeitete.

## Leben und Werk
Gabriella Oreffice wurde als eines von sechs Kindern und älteste von drei Töchtern der Alice De Benedetti und des Radiologen Fausto Oreffice in Padua geboren. Die Familie zog nach Venedig, da Gabriellas Vater dort an einer Klinik auf der Giudecca arbeitete.
Gabriella war das einzige der Kinder, das Talent zur Malerei aufwies. Sie erhielt bis zum 8. Lebensjahr Privatunterricht, besuchte die Scuola libera del nudo und die Scuola libera di pittura  an der Accademia zu Venedig, die zu dieser Zeit von Luigi Nono geleitet wurde. In einem Philologenkreis, dem Circolo filologico di Venezia, lernte sie Englisch, Französisch, Latein und Deutsch. Dabei wurde sie vor allem von der jüngeren Generation der venezianischen Maler angeregt, allen voran von Umberto Moggioli, Gino Rossi und Pio Semeghini. 1930 heiratete sie Edmondo Sacerdoti, womit sich ihr Themenkreis auf das beschränkte, was sie mit ihrer Rolle als Ehefrau und Mutter vereinbaren konnte. Zusammen mit anderen Frauen gründete sie die Associazione Donne Ebree d’Italia, eine Vereinigung jüdischer Frauen, die ab 1938 zu einem Zentrum des Widerstands gegen die Rassengesetze des faschistischen Regimes wurde.
Nur drei Mal verließ sie Venedig, einmal mit ihrem Ehemann, als sie nach Görz ging, die anderen Male während des Ersten Weltkriegs und unter den Faschisten. In dieser Zeit lebte sie im Alter von 25 Jahren mit ihrer Familie für ein Jahr in Florenz, das andere Mal musste sie, ebenfalls mit ihrer Familie, vor der Judenverfolgung fliehen und den Lido verlassen. Ihre Kinder wurden in Padua versteckt, getrennt von den Eltern, die im Vicentino unterkamen. Ihr Ehemann zerbrach an den Folgen der Diskriminierung.
In Florenz konnte sie im Studio von Galileo Chini ihren eigenen Stil entwickeln. So entstand 1919 das Gemälde Maschera siamese. Nachdem sie Ende dieses Jahres nach Venedig zurückgekehrt war, nahm sie mit Gino Rossi und Arturo Martini an einer Ausstellung der Indipendenti teil,  einer Dissidentengruppe, die vor allem in der Galleria Geri Boralevi ausstellte. 1920 nahm Oreffice zum ersten Mal an der Biennale teil. Auch nahm sie 1921 an der Primaverile Fiorentina teil, wo sie, ausweislich des Kataloges, Signorina al tavolino, Signorina und Arabesco, drei Ölgemälde ausstellte, außerdem zwei Temperawerke, die beide den Titel Natura morta trugen. Auch Ernesta Oltremonti stellte dort zwei Werke aus. Weitere Ausstellungen in Venedig erfolgten 1924, 1926 und 1932; dabei stellte sie häufig in der Ca’ Pesaro aus. Neben Porträts (Nuotatore, 1930) entstanden Stillleben (wie das besagte Werk Natura morta, 1919), aber auch Bilder aus der Lagune von Venedig, wie Paesaggio in laguna (1924). 1930 heiratete sie und brachte danach zwei Kinder zur Welt, Lia und Michele, die sie beide porträtierte.
Oreffice nahm ihre Arbeit in den 1950er Jahren wieder auf und entwickelte ihren Stil fort. So entstand etwa Natura morta con limoni. Giuseppe Marchioni initiierte 1959 eine Einzelausstellung und 1966 nahm sie an der Retrospektive zur Kunst der Schule von Burano teil, der Scuola di Burano. 1975 fand ihre letzte Einzelausstellung in der Galeria S. Vidal statt. Sie arbeitete bis kurz vor ihrem Tod im Jahr 1984 in Padua.
Ende des 20. Jahrhunderts wurde Oreffice zusammen mit anderen Malerinnen wiederentdeckt. 2014 wurden einige ihrer Werke in Mirano ausgestellt, zusammen mit Arbeiten von Maria Vinca, Ernesta Oltremonti und Giola Gandini.

## Film
- Filmbeitrag zur Ausstellung in Mirano, 2014 (ital.)